# Chis
Chis es una comuna francesa situada en el departamento de Altos Pirineos, en la región de Occitania.

## Demografía
| 157 | 167 | 206 | 217 | 212 | 245 | 302 |
| Para los censos de 1962 a 1999 la población legal corresponde a la población sin duplicidades (Fuente: INSEE [Consultar]) |     |     |     |     |     |     |